# Sawndip
Os Caracteres Zhuang, ou Sawndip (pronúncia IPA - θaːu˨˦ɗip) são logogramas derivados dos caracteres chineses usados pelo povo Zhuang de  Guangxi, China para escrever a língua zhuang Em Mandarim padrão tais caracteres são chamados  Gǔ Zhuàngzì (chinês: 古壮字) ou Fāngkuài Zhuàngzì (方块壮字; "caracteres Zhuang de forma quadrada"). Sawndip (Sawndip: , IDS 書史, tem um radical 書 na esquerda e um  史 na direita. De modo similar, ndip que significa “mão cozinhado”, IDS 立生, é formado pelos radicais  立 e 生). Hoje há limitações para se apresentar os logogramas Zhuang e muitos não existem em  Unicode Os caracteres Sawndip ainda não foram padronizados e, diferentes escritores usam-nos de formas diferentes para uma mesma palavra. Os exemplos aqui estão para Sawndip Sawdenj é uma palavra Zhuang que significa “caracteres imaturos”. A palavra Zhuang para caracteres chineses em língua chinesa é sawgun (Sawndip: 倱, literalmente. "caracteres dos Han"), gun é a forma  Zhuang para Chinês Han. Tal escrita é usada pela língua bouyei, pela língua zhuang e outras línguas do grupo Zhuang.

## História
Não é claro há quanto tempo a escrita Sawndip vem sendo usada. Muitos "caracteres vernaculares" (Tǔsú zì 土俗字) do Guangxi se encontral em dois livros da dinastia Sung, Lǐngwài dàidá (嶺外代答) de Zhou Qufei e Guìhǎi yúhéng zhì (桂海虞衡志 de Fan Chengda. Outros rastrearam sua presença desde a dinastia Tang citando uma estela do ano 678 chamada Zhì chéng bēi (智城碑), a qual, embora toda escrita em língua chinesa, apresenta um bom número de caracteres não padrão. O fato de que leituras Zhuang de caracteres de origem chinesa estão frequentemente de acordo com o “Chinês antigo médio” também sugere  datas mais antigas, mas também poderiam ser explicadas por alguma presença mais tardia de variantes Pinghua mais conservadoras.  Porém, especialistas que estudaram uma escrita usada na língua muito próxima, o bouyei de Guizhou associaram a origem dessa escrita com a chegada de oficiais chineses durante o início da dinastia Qing.
A escrita vem sendo usada durante séculos, principalmente por cantores xamãs em seus poemas, histórias folclóricas, escrituras, peças teatrais, canções, genealogias, contratos, etc.Depois da Revolução comunista chinesa, em 1949, mesmo a propaganda revolucionária chinesa era escrita em sawndip.  Depois da escrita romanizada oficial  Zhuang de 1957, a alfabetização entre falantes de  Zhuang cresceu.  No entanto, há grandes diferenças fonéticas e no léxico entre os diversos dialetos Zhuang e o sistema com alfabeto latino se baseia no dialeto Wuming . Com isso, há ainda falantes Zhuang que preferem escrever Zhuang usando Sawndip.
Depois de cinco anos de preparação, o Sawndip Sawdenj (Dicionário Sawndipy; chinês: 古壮字字典, pinyin: Gǔ Zhuàngzì Zìdiàn, Dicionário antigos caracteres Zhuang) foi publicado em 1989 com mais de dez mil carcteres, tendo sido o primeiro e único dicionário Zhuang publicado até essa data.d to date. Em 2008 anunciou-se que se iniciava a preparação de um novo dicionário de nome (em língua inglesa) "The Large Chinese Dictionary of Ancient Zhuang Characters", 《中华古壮字大字典》.

## Características

Esses três logogramas Zhuang do Sawndip Sawdenj (os 2 primeiros não tem representação Unicode) são formados assim: os componentes 力,六 e 必 indicam respectivamente o som e os componentes 子,鳥 e 鳥 indicam o significado. "Lwg roegbit", literalmente "pássaro-pato infante", significado "pato selvagem".

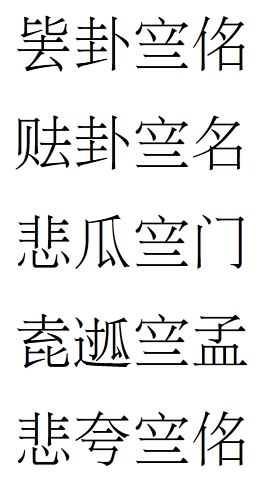
Sawndip não é uma escrita padronizada. Aqui estão as mesmas 4 palavras do Zhuang Standard —bae 'Ir', gvaq 'Passar', ranz 'Casa', mwngz 'Você'—como estão escritas em quatro fontes do Pingguo moderno. Isso está de acordo com a escolha do caráter sawndip para apenas uma das quatro palavras, ranz 'casa'.

Sawndip é uma combinação de caracteres chineses, similiares aos chineses e outros símbolos. Não é verdadeiramente uma escrita padronizada, havendo para algumas “morfo-sílabas” mais de doze variantes de glifos chineses associados.
Conforme  Zhāng Yuánshēng (张元生), os caracteres que não são usados na língua chinesa se apresentam em quantidade 20% nos textos Sawndip, embora haja textos inteiros somente com caracteres que existem em chinês.
Especialistas diferentes classificam Sawndip de formas ligeiramente diversas. Conforme Bauer, os caracteres podem ser caracterizados usando um sistema bem mais complexo do que aquele dos caracteres chineses tradicionais e seus 6 princípios:
- Símbolos que não se parecem com caracteres chineses oriundos de sistemas que não usam a escrita chinesa como o.[8] Exemplo, "k" é usado na página 1031 do 平 果 嘹 歌:. 长 歌集 publicado pela 广西 民族 出版社 em 2004, ISBN 7-5363-4820-7 </ ref> alfabeto birmanês.
- Caracteres não-padrão chineses, mas criados a partir de composição ideográfica de caracteres chineses.
- Caracteres não similares aos chineses, mas compostos a partir de critérios fono-semânticos chineses.
  - Examplo: bya "montanha" é escrita ⟨岜⟩, contendo o ideográfico 山 "montanhn" junto com o fonético 巴 ba.
  - Examplo: vunz "pessoa" é escrita ⟨伝⟩, contendo o ideográfico亻 "pessoa" junto com o fonético 云 yún.
- Caracteres chineses padrão tomados exclusivamente por suas pronúncias não compartilhando o mesmo significado original em chinês (de acordo com o princípio da classificação de caracteres chineses – fonéticos)
  - Exemplo: miz "ter" é escrito como ⟨眉⟩, um caractere que é pronunciado em chinês mandarim como méi.
- Caracteres chineses “não-padrão” criados especificamente para Zhuang para indicar o significado de certos monossílabos (de acordo com a classificação dos ideogramas indicativos chineses]])
- Caracteres chineses padrão representam estrangeirismos ou morfo-sílabas etimologicamente relacionadas ao chinês
  - Exemplo: boi "copo" é escrito como ⟨杯⟩, um caractere variante de 杯 Bei, que significa "copo" em chinês.
- Caracteres chineses padrão tomados exclusiva para seus significados e que não tem uma leitura correspondente em Zhuang com os chineses
- Novos caracteres feitos pela justaposição de um par de caracteres chineses para "soletrar" a pronúncia da palavra Zhuang como no tradicional chinês  fǎnqiè do sistema, com um caractere que representa a consoante inicial e outro o resto da sílaba.Alguns destes logogramas são freqüentemente usados nos nomes chineses para locais de Guangxi, como   岜   bya significando montanha ou   崬' ndoeng significando floresta. Assim, estão incluídos nos dicionários chineses e também em conjuntos de caracteres chineses.

Até agora, somente os caracteres “quadrados” do Zhuang que foram codificados em Unicode e são ideogramas que também estão presentes em conjuntos de caracteres não-Zhuang, o que significa que milhares de caracteres comuns Zhuang ainda têm que ser codificados. Mais de mil caracteres Zhuang quadrados foram apresentados na China. 

## Amostra de texto
Artigo 1º - Delaração Universal dos Direitos Humanos – Zhuang Norte:

- Transliteração Latina (ortografia 1982): "Boux boux ma daengz lajmbwn couh miz cwyouz, cinhyenz caeuq genzli bouxboux bingzdaengj. Gyoengq vunz miz lijsing caeuq liengzsim, wngdang daih gyoengq de lumj beixnuengx ityiengh."
- Transliteração Latina (ortografia 1957): "Bouч bouч ma dəŋƨ laзƃɯn couƅ miƨ cɯyouƨ, cinƅyenƨ cəuƽ genƨli bouчbouч biŋƨdəŋз. Gyɵŋƽ vunƨ miƨ liзsiŋ cəuƽ lieŋƨsim, ɯŋdaŋ daiƅ gyɵngƽ de lumз beiчnueŋч ityieŋƅ."